# Saint-Ennemond
Saint-Ennemond település Franciaországban, Allier megyében. Lakosainak száma 619 fő (2022. január 1.). Saint-Ennemond Aurouër, Gennetines, Trévol, Dornes, Lucenay-lès-Aix és Toury-Lurcy községekkel határos.

## Népesség
A település népessége az elmúlt években az alábbi módon változott:
| Lakosok száma | 827  | 671  | 649  | 645  | 652  | 651  | 626  | 612  | 605  | 619  |
|               | 1968 | 1982 | 1990 | 2006 | 2013 | 2015 | 2017 | 2019 | 2020 | 2022 |